# Paralonchurus goodei
Paralonchurus goodei är en fiskart som beskrevs av Gilbert, 1898. Paralonchurus goodei ingår i släktet Paralonchurus och familjen havsgösfiskar. IUCN kategoriserar arten globalt som livskraftig. Inga underarter finns listade i Catalogue of Life.